# パラサ&ディンキーダイノス
パラサ＆ディンキーダイノスは、旧さくら銀行（現三井住友銀行）が1999年頃まで使用していた、恐竜のキャラクターである。
フジテレビ出版から絵本「きいろい恐竜くん―パラサと仲間たちの冒険」「きいろい恐竜くん〈2〉ボクらの惑星プラネットザウルスを救え 」（リリア・マスコウィッツ (著)、スチュワート・マスコウィッツ(原著)）が出ている。

## キャラクター
パラサ黄色のパラサウロロフス
スキップ紫色のトリケラトプス
トンクル橙色のステゴサウルス
ブロント水色のブロントサウルス
キャキー赤色のプテラノドン
モリッシー緑色のディメトロドン
ビッシュ青と紫色のアンキロサウルス